# Thunbergia schimbensis
Thunbergia schimbensis é uma espécie de planta com flor pertencente à família Acanthaceae.
A autoridade científica da espécie é S. Moore, tendo sido publicada em J. Bot. 40: 342. 1902.

## Moçambique
Trata-se de uma espécie presente no território moçambicano, nomeadamente em Niassa, Zambézia, Tete, Manica e Sofala (regiões como estão definidas na obra Flora Zambesiaca).
Em termos de naturalidade trata-se de uma espécie nativa.